# Cypa
Genre
Cypa est un genre de lépidoptères appartenant à la famille des Sphingidae, à la sous-famille des Smerinthinae et à la tribu des Smerinthini .

## Répartition et habitat
Répartition
Asie du sud-est

## Systématique
- Le genre a été décrit par l'entomologiste britannique Francis Walker en 1856[1].
- L'espèce type pour le genre est Cypa ferruginea - Walker, 1856

### Liste des espèces
- Cypa bouyeri - Cadiou 1998
- Cypa claggi - Clark 1935
- Cypa decolor - (Walker 1856)
- Cypa duponti - Roepke 1941
- Cypa enodis - Jordan 1931
- Cypa ferruginea - Walker 1865
- Cypa kitchingi - Cadiou 1997
- Cypa latericia - Inoue 1991
- Cypa luzonica - Brechlin, 2009
- Cypa terranea - (Butler 1876)
- Cypa uniformis - Mell 1922